# امیرآباد بابکان
امیرآباد بابکان، روستایی از توابع بخش مرکزی شهرستان بویراحمد در استان کهگیلویه و بویراحمد ایران است. این روستا الان بیشتر از ۲۹۴ تان جمعیت دارد

## جمعیت
این روستا در دهستان سپیدار قرار دارد و براساس سرشماری مرکز آمار ایران در سال ۱۳۸۵، جمعیت آن ۲۹۴ نفر (۵۱خانوار) بوده‌است.